# 니시오지역
니시오지역(일본어: 西大路駅, にしおおじえき)은 일본 교토부 교토시 미나미구에 있는 역으로, 서일본 여객철도의 도카이도 본선 상에 있는 역이다.

## 역 구조
2면 4선의 섬식 플랫폼이 있으며, 성토 위에 위치한 지상역이다. 실제로 승강장은 내측 2선만 사용한다. (단, 내측선도 일부 시간대의 교토부터 쾌속 은 통과한다)
역사와 1번 플랫폼은 바로 위 (플랫폼에서 올려다보면)에 도카이도 신칸센의 고가가 통과한다.
ICOCA나 J스루 카드등을 이용할 수 있으며, ICOCA의 상호 이용 대상인 Suica, TOICA, PiTaPa (스룻토 간사이 협의회)도 이용가능하다.
JR의 특정도시 구간 제도에 의해서는 '교토시내' 상에 있는 역이다.

### 승강장
↑다카쓰키·오사카 방면

| １２ | | ３４ |

교토·구사쓰 방면↓
| 1 | ●JR 교토 선 (하행 외측선) | 통과열차만 존재, 폐쇄되어 있음 미사용 승강장 |
| 2 | ●JR 교토 선 (하행 내측선) | 다카쓰키·오사카·산노미야 방면                |
| 3 | ●JR 교토 선 (상행 내측선) | 교토·구사쓰·마이바라 방면                    |
| 4 | ●JR 교토 선 (상행 외측선) | 통과열차만 존재, 폐쇄되어 있음 미사용 승강장 |

## 역세권 정보
- 교토 시 리쓰라쿠요 공업 고등학교
- 교토 도코로노우치 우편국
- 와코루 본사
- 로프로 본사 (구 니치에이)
- JS 유아사 본사 (구 니혼전지)
- 니혼신약 본사
- 호리바 제작소 본사
- 니시다카세 천
- 니시오지도리

### 버스 정류장
니시오지 역 앞
버스 정류장은 역앞이 아니라, 역으로부터 2분 정도 (도보 기준) 거리에 있는 니시오지도리 상에 있다. 이것은 역 밑에 입체 교차가 지하도 형태로 되어 있어, 그 위치에 버스 정류장을 설치하는 것이 불가능하기 때문이다. 덧붙여, 1983년까지는 니시오지구조를 명칭으로 했지만, 현재는 좀 더 이동한 곳에 니시오지구조 정류장을 설치하고, 이 정류장을 니시오지 역 앞으로 명칭 변경하였다.

## 승차량 변동
최근 들어서 역세권 개발이 이루어지면서 승차량이 늘고 있는 추세이다.
| 연도      | 승차량 | 승차량 | 승차량 | 승차량 | 승차량 | 승차량 | 승차량 | 승차량 | 승차량 | 승차량 |
| 연도      | 1998년 | 1999년 | 2000년 | 2001년 | 2002년 | 2003년 | 2004년 | 2005년 | 2006년 | 2007년 |
| --------- | ------ | ------ | ------ | ------ | ------ | ------ | ------ | ------ | ------ | ------ |
| JR 서일본 | 14468  | 14413  | 14355  | 14394  | 14295  | 14558  | 14811  | 15115  | 15495  | 15841  |

## 역사
- 1938년 9월 16일 - 일본국유철도의 역으로 개업. 여객 취급만 다루었다.
- 1987년 4월 1일 - 일본국유철도 분할 민영화에 의하여 서일본 여객철도의 역이 되었다.

## 기타 사항
니시오지 역으로부터 무코마치 역까지는 교토 시 미나미 구 -> 니시쿄구 -> 다시 미나미구 -> 무코시가 된다. '다시 미나미구'라고 된 부분에는 가츠라가와 역이 있지만, 니시쿄 구에는 닿지 않는다. 덧붙여, 니시쿄 구에는 JR 서일본 관할의 역이 없다. 아침 러시아워 시에는 계단을 통과하는 하차객에 의해 승차하려는 손님이 플랫폼에 가지도 못하고 열차가 출발하는 경우가 많아졌다. 때문에, 계단을 갈라 오름/내림을 구분하였지만, 거의 지켜지지 않아 상황은 개선되지 않고 있다. 또한 엘리베이터나 에스컬레이터는 설치되지 않고 있으며, 도카이도 신칸센 교각과 일체화된 역사, 설치 위치공간의 부족으로 대규모 개선 공사를 하지 않으면 안되는 상황이다.

## 인접한 역
| 서일본 여객철도 도카이도 본선 | 서일본 여객철도 도카이도 본선        | 서일본 여객철도 도카이도 본선 |
| ----------------------------- | ------------------------------------ | ----------------------------- |
| 교토 마이바라 방면            | ● JR 교토 선 ■ 보통 (각역정차), 쾌속 | 가쓰라가와 오사카 방면        |

## 관련 사항
- 니시오지오이케역 - 교토 시 교통국 지하철 도자이 선의 역. 가칭이 니시오지 역이었던 적이 있다.